# Chartreuse de Francfort-sur-l'Oder
 (mars 2025).
La chartreuse de Francfort-sur-l'Oder (Kartäuserkloster Frankfurt, Domus Misericordiae Dei) est un ancien monastère de moines-ermites de l'ordre des Chartreux. Fondée en 1396 à Francfort-sur-l'Oder en Allemagne la chartreuse fut progressivement fermée par les autorités protestantes au XVIe siècle, les moines n'étant plus autorisés à recevoir des novices. Ce qui reste des bâtiments est la proie des flammes en 1631.

## Histoire

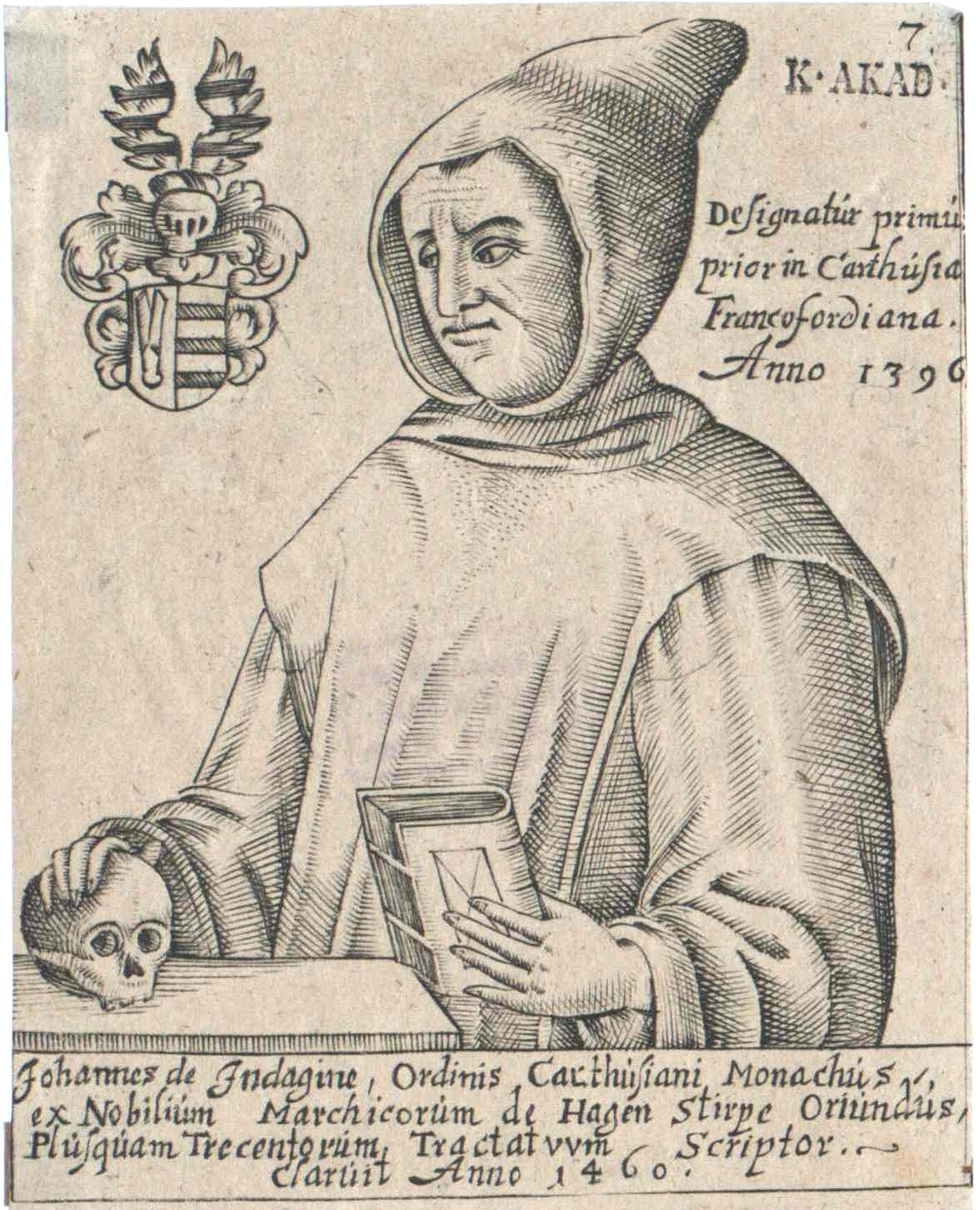
Johannes de Indagine, prieur de la chartreuse de 1461 à 1464.

La chartreuse de la Miséricorde de Dieu est fondée en 1396 par les édiles de la ville, quatre corporations de la ville (les boulangers, les bouchers, les tailleurs et les cordonniers) et la commune entière de Francfort-sur-l'Oder en dehors des remparts de la ville (à l'emplacement actuel de la Brücktorstraße et de la Badergasse).
La chartreuse est saccagée par les hussites en 1432 et reconstruite. Il y a onze moines (sans compter les frères convers) en 1506. La chartreuse possédait trois vignobles et employait un maître de chai, elle faisait commerce de vin, ce qui lui rapportait suffisamment. Elle faisait aussi de l'eau-de-vie et avait une brasserie fort rentable. De plus, la chartreuse était propriétaire des villages de Madlitz, Döbberin, Niederjesar, Arensdorf, Unterlindow, Jacobsdorf, Briesen et Brieskow, ainsi que de la grande lande aux alentours de Biegen. La chartreuse subit une visite canonique en 1534, alors que le pays est agité par les troubles de la Réforme. Il ne lui reste plus en 1538 qu'un seul vignoble et les villages de Brieskow et de Lindow, ainsi que les droits de pêche sur le lac de Brieskow.
La Réforme bat son plein en 1539 dans la Marche de Brandebourg, et l'Électeur du Brandebourg décide en 1540 de confisquer les biens de la chartreuse et de les donner à l'université. L'université brandebourgeoise de Francfort hérite donc de la riche bibliothèque de l'ancienne chartreuse et de ses biens immobiliers. Les moines qui étaient restés à la chartreuse sont autorisés à y demeurer jusqu'à leur mort, mais n'ont plus le droit de recevoir des novices, ce qui voue la communauté à sa fin. 
Le dernier prieur est Peter Golitz. Le dernier moine meurt en 1568. L'ancien monastère sert alors de carrière de pierres. Les produits du verger de l'ancien monastère sont dévolus au corps professoral de l'université. Les restes de l'ancienne chartreuse sont incendiés en 1631, lorsque les troupes suédoises assiègent la ville.
Des actes subsistants de la chartreuse sont conservés aujourd'hui aux archives de la ville de Francfort-sur-l'Oder et aux archives régionales de l'État du Brandebourg.